# Donje Konjuvce
Donje Konjuvce (em cirílico: Доње Коњувце) é uma vila da Sérvia localizada no município de Bojnik, pertencente ao distrito de Jablanica, na região de Pusta Reka. A sua população era de 470 habitantes segundo o censo de 2002.

## Demografia
| 1948  | 1953 | 1961 | 1971 | 1981 | 1991 | 2002 | 2011 |
| ----- | ---- | ---- | ---- | ---- | ---- | ---- | ---- |
| 1 017 | 899  | 755  | 687  | 712  | 614  | 520  | 470  |